# Ricardo Infante
Ricardo Roberto Infante (ur. 21 czerwca 1924, zm. 14 grudnia 2008) – argentyński piłkarz noszący przydomek Beto, napastnik. Później trener.
Urodzony w La Placie Infante swoją zawodową karierę piłkarską rozpoczął w 1942 roku w klubie Estudiantes La Plata. Zadebiutował 1 listopada 1942 roku w meczu 27. kolejki z zespołem River Plate. Pierwszą bramkę w Primera División zdobył 1 sierpnia 1943 roku w zremisowanym 2:2 meczu przeciwko Chacarita Juniors.
W latach 40. razem z takimi graczami jak Manuel Pelegrina, Julio Gagliardo czy Juan José Negri Infante tworzył legendarną linię ataku Estudiantes. Dwukrotnie, w 1944 i 1948, Estudiantes zajął trzecie miejsce w I lidze argentyńskiej.
Jeden z najbardziej głośnych wyczynów Infantego miał miejsce 19 września 1948 roku w meczu przeciwko drużynie Rosario Central. Gdy rywale prowadzili już 2:0, Infante zdobył bramkę prawą nogą z użyciem rabony z odległości aż 35 metrów.
Infante opuścił Estudiantes w 1953 roku po spadku do II ligi i przeszedł do klubu CA Huracán, gdzie grał do 1956 roku. W 1957 powrócił do Estudiantes.
Jako piłkarz klubu Estudiantes był w kadrze reprezentacji podczas finałów mistrzostw świata w 1958 roku, gdzie Argentyna odpadła w fazie grupowej. Infante nie zagrał w żadnym meczu.
W 1960 roku w związku z kontuzją kolana Estudiantes odmówił przedłużenia kontraktu, zmuszając Infantego do przejścia do klubu Gimnasia y Esgrima La Plata. W następnym roku Infante zakończył karierę piłkarską i zajął się szkoleniem młodzieży w La Plata. W 1962, po odejściu Adolfo Pedernery, opiekował się tymczasowo pierwszym zespołem Gimnasia y Esgrima, do momentu, gdy w 1963 trenerem klubu został Juan Carlos Corazzo. Gdy odszedł Corazzo, Infante ponownie przejął od niego pierwszą drużynę do chwili przybycia Rubena Bravo. W 1965 po raz trzeci, po odejściu Alejandro Galána, kierował pierwszym zespołem Gimnasia y Esgrima. Jeszcze w tym samym roku zastąpił go Horacio Amable Torres.
Infante rozegrał w barwach Estudiantes 328 meczów, w których zdobył 180 bramek. Jest drugim w historii strzelcem tego klubu. W lidze argentyńskiej rozegrał 439 meczów i zdobył 217 bramek, co daje mu 6. miejsce w strzeleckiej tabeli wszech czasów zawodowej pierwszej ligi argentyńskiej. W światowej tabeli wszech czasów, zawierającej strzelców ligowych, Infante zajmuje 231. miejsce.
Infante nigdy nie wziął udziału w turnieju Copa América.